# Dion Cools
Dion Johan Cools (ur. 4 czerwca 1996 w Kuching) – malezyjski piłkarz belgijskiego pochodzenia grający na pozycji prawego obrońcy. W sezonie 2021/2022 występuje w klubie SV Zulte Waregem, do którego jest wypożyczony z FC Midtjylland.

## Kariera juniorska
Cools jako junior grał dla Tempo Overijse (do 2005), Oud-Heverlee Leuven (2005–2009, ponownie 2011–2014) oraz dla RSC Anderlecht (2009–2011).

## Kariera seniorska

### Oud-Heverlee Leuven
Coolsa awansowano do pierwszej drużyny Oud-Heverlee Leuven 1 lipca 2014. Zadebiutował on dla tego klubu 3 sierpnia 2014 roku w starciu z KRC Mechelen (wyg. 0:1). Łącznie dla Oud-Heverlee Leuven Cools rozegrał 32 mecze, nie strzelając żadnego gola. 

### Club Brugge
Cools przeszedł do Club Brugge 1 lipca 2015. Debiut dla tego zespołu zaliczył on 24 lipca 2015 roku w przegranym 2:1 spotkaniu przeciwko Sint-Truidense VV, notując asystę. Pierwszego gola zawodnik ten zdobył 5 sierpnia 2015 roku w meczu z Panathinaikosem AO (wyg. 3:0), notując również asystę. Ostatecznie w barwach Club Brugge Cools wystąpił 106 razy, zdobywając 8 bramek.

### FC Midtjylland
Cools przeniósł się do FC Midtjylland 31 stycznia 2020 roku. Zadebiutował on dla tego klubu 17 lutego 2020 roku w meczu z Lyngby BK (wyg. 2:0). Premierową bramkę zawodnik ten zdobył 14 lutego 2021 roku w wygranym 1:0 spotkaniu przeciwko AC Horsens. Do 14 lutego 2022 dla Midtjylland Malezyjczyk rozegrał 53 mecze, strzelając w nich jednego gola.

### SV Zulte Waregem
Cools został wypożyczony do SV Zulte Waregem 4 stycznia 2022.

## Kariera reprezentacyjna
| Mecze i gole w reprezentacji | Mecze i gole w reprezentacji | Mecze i gole w reprezentacji | Mecze i gole w reprezentacji | Mecze i gole w reprezentacji | Mecze i gole w reprezentacji | Mecze i gole w reprezentacji | Mecze i gole w reprezentacji                  |
| Belgia U-18                  | Belgia U-18                  | Belgia U-18                  | Belgia U-18                  | Belgia U-18                  | Belgia U-18                  | Belgia U-18                  | Belgia U-18                                   |
| Lp.                          | Data                         | Miejsce                      | Gospodarz                    | Gość                         | Wynik                        | Gol                          | Rozgrywki                                     |
| ---------------------------- | ---------------------------- | ---------------------------- | ---------------------------- | ---------------------------- | ---------------------------- | ---------------------------- | --------------------------------------------- |
| 1.                           | 28.04.2014                   | Trenčianske Stankovce        | Norwegia U-18                | Belgia U-18                  | 2:0                          |                              | Turniej międzynarodowy                        |
| 2.                           | 01.05.2014                   | Prievidza                    | Japonia U-18                 | Belgia U-18                  | 1:0                          |                              | Turniej międzynarodowy                        |
| Belgia U-19                  |                              |                              |                              |                              |                              |                              |                                               |
| Lp.                          | Data                         | Miejsce                      | Gospodarz                    | Gość                         | Wynik                        | Gol                          | Rozgrywki                                     |
| 1.                           | 10.10.2014                   | Differdange                  | Luksemburg U-19              | Belgia U-19                  | 0:4                          |                              | Mistrzostwa Europy U-19 2015 – eliminacje     |
| 2.                           | 05.11.2014                   | Oberkorn                     | Białoruś U-19                | Belgia U-19                  | 2:3                          | Gol                          | Mistrzostwa Europy U-19 2015 – eliminacje     |
| 3.                           | 15.10.2014                   | Luksemburg                   | Anglia U-19                  | Belgia U-19                  | 4:2                          | Gol                          | Mistrzostwa Europy U-19 2015 – eliminacje     |
| 4.                           | 18.11.2014                   | Uden                         | Holandia U-19                | Belgia U-19                  | 3:1                          |                              | Mecz towarzyski                               |
| 5.                           | 21.01.2015                   | Genk                         | Belgia U-19                  | Włochy U-19                  | 0:2                          |                              | Mecz towarzyski                               |
| 6.                           | 26.03.2015                   | Åtvidaberg                   | Rosja U-19                   | Belgia U-19                  | 1:0                          |                              | Mistrzostwa Europy U-19 2015 – runda elitarna |
| 7.                           | 28.03.2015                   | Åtvidaberg                   | Szwecja U-19                 | Belgia U-19                  | 0:2                          |                              | Mistrzostwa Europy U-19 2015 – runda elitarna |
| 8.                           | 31.03.2015                   | Åtvidaberg                   | Litwa U-19                   | Belgia U-19                  | 2:2                          |                              | Mistrzostwa Europy U-19 2015 – runda elitarna |
| Belgia U-21                  |                              |                              |                              |                              |                              |                              |                                               |
| Lp.                          | Data                         | Miejsce                      | Gospodarz                    | Gość                         | Wynik                        | Gol                          | Rozgrywki                                     |
| 1.                           | 11.10.2016                   | Leuven                       | Belgia U-21                  | Łotwa U-21                   | 0:1                          |                              | Mistrzostwa Europy U-21 2017 – eliminacje     |
| 2.                           | 27.03.2017                   | Leuven                       | Belgia U-21                  | Malta U-21                   | 2:1                          | Gol                          | Mistrzostwa Europy U-21 2019 – eliminacje     |
| 3.                           | 05.09.2017                   | Leuven                       | Belgia U-21                  | Turcja U-21                  | 0:0                          |                              | Mistrzostwa Europy U-21 2019 – eliminacje     |
| 4.                           | 06.10.2017                   | Leuven                       | Belgia U-21                  | Szwecja U-21                 | 1:1                          |                              | Mistrzostwa Europy U-21 2019 – eliminacje     |
| 5.                           | 10.10.2017                   | Larnaka                      | Cypr U-21                    | Belgia U-21                  | 0:2                          |                              | Mistrzostwa Europy U-21 2019 – eliminacje     |
| 6.                           | 09.11.2017                   | Leuven                       | Belgia U-21                  | Cypr U-21                    | 3:2                          |                              | Mistrzostwa Europy U-21 2019 – eliminacje     |
| 7.                           | 14.11.2017                   | Stambuł                      | Turcja U-21                  | Belgia U-21                  | 1:2                          |                              | Mistrzostwa Europy U-21 2019 – eliminacje     |
| 8.                           | 22.03.2018                   | Doetinchem                   | Holandia U-21                | Belgia U-21                  | 1:4                          | Gol                          | Mecz towarzyski                               |
| 9.                           | 26.03.2018                   | Leuven                       | Belgia U-21                  | Węgry U-21                   | 3:0                          |                              | Mistrzostwa Europy U-21 2019 – eliminacje     |
| 10.                          | 07.09.2018                   | Ta' Qali                     | Malta U-21                   | Belgia U-21                  | 0:4                          |                              | Mistrzostwa Europy U-21 2019 – eliminacje     |
| 11.                          | 11.09.2018                   | Budapeszt                    | Węgry U-21                   | Belgia U-21                  | 0:3                          |                              | Mistrzostwa Europy U-21 2019 – eliminacje     |
| 12.                          | 11.10.2018                   | Udine                        | Włochy U-21                  | Belgia U-21                  | 0:1                          |                              | Mecz towarzyski                               |
| 13.                          | 16.10.2018                   | Kalmar                       | Szwecja U-21                 | Belgia U-21                  | 0:3                          |                              | Mistrzostwa Europy U-21 2019 – eliminacje     |
| 14.                          | 15.11.2018                   | Kluż-Napoka                  | Rumunia U-21                 | Belgia U-21                  | 3:3                          | Gol                          | Mecz towarzyski                               |
| 15.                          | 20.03.2019                   | Slagelse                     | Dania U-21                   | Belgia U-21                  | 3:2                          |                              | Mecz towarzyski                               |
| 16.                          | 16.06.2019                   | Reggio nell’Emilia           | Polska U-21                  | Belgia U-21                  | 3:2                          | Gol                          | Mistrzostwa Europy U-21 2019                  |
| 17.                          | 19.06.2019                   | Reggio nell’Emilia           | Hiszpania U-21               | Belgia U-21                  | 2:1                          |                              | Mistrzostwa Europy U-21 2019                  |
| 18.                          | 22.06.2019                   | Reggio nell’Emilia           | Włochy U-21                  | Belgia U-21                  | 3:1                          |                              | Mistrzostwa Europy U-21 2019                  |
| Malezja                      |                              |                              |                              |                              |                              |                              |                                               |
| Lp.                          | Data                         | Miejsce                      | Gospodarz                    | Gość                         | Wynik                        | Gol                          | Rozgrywki                                     |
| 1.                           | 03.06.2021                   | Abu Zabi                     | Zjednoczone Emiraty Arabskie | Malezja                      | 4:0                          |                              | Mistrzostwa Świata 2022 – eliminacje          |
| 2.                           | 11.06.2021                   | Kuala Lumpur                 | Malezja                      | Wietnam                      | 1:2                          |                              | Mistrzostwa Świata 2022 – eliminacje          |
| 3.                           | 15.06.2021                   | Bangkok                      | Tajlandia                    | Malezja                      | 0:1                          |                              | Mistrzostwa Świata 2022 – eliminacje          |
| 4.                           | 19.12.2021                   | Kallang                      | Malezja                      | Indonezja                    | 1:4                          |                              | AFF Suzuki Cup 2020                           |